# Marcilly-sur-Eure
Marcilly-sur-Eure ist eine französische Gemeinde mit 1611 Einwohnern (Stand 1. Januar 2022) im Département Eure in der Region Normandie. In Marcilly-sur-Eure steht das Kloster Le Breuil-Benoît.
Die Bewohner werden Marcilluciens und Marcilluciennes genannt.
Die Gemeinde erhielt 2022 die Auszeichnung „Zwei Blumen“, die vom Conseil national des villes et villages fleuris (CNVVF) im Rahmen des jährlichen Wettbewerbs der blumengeschmückten Städte und Dörfer verliehen wird.

## Geografie
Marcilly-sur-Eure liegt im Norden Frankreichs an der Grenze der Landschaften Campagne du Neubourg und Drouais, in der Südostecke des Départements Eure am Fluss Eure, 72 Kilometer westlich von Paris, etwa 25 Kilometer südöstlich von Évreux, dem Sitz der Unterpräfektur des Arrondissements, und etwa elf Kilometer südöstlich von Saint-André-de-l’Eure auf einer mittleren Höhe von 103 Metern über dem Meeresspiegel. Die Mairie steht auf einer Höhe von 70 Metern. Nachbargemeinden von Marcilly-sur-Eure sind Saint-Laurent-des-Bois im Nordwesten, Croth im Nordosten, Saint-Georges-Motel im Südosten und Louye im Südwesten. Das Gemeindegebiet hat eine Fläche von 1548 Hektar.
Die Gemeinde ist einer Klimazone des Typs Cfb (nach Köppen und Geiger) zugeordnet: Warmgemäßigtes Regenklima (C), vollfeucht (f), wärmster Monat unter 22 °C, mindestens vier Monate über 10 °C (b). Es herrscht Seeklima mit gemäßigtem Sommer.

## Geschichte
Beim Bau der Eisenbahnlinie von Évreux nach Dreux wurde 1841 hinter dem Schloss Mésangère in rötlichem Alluvialboden ein Skelett gefunden. Die Arbeiter warfen den Schädel auf einen Schutthaufen, wobei er zerbrach und nur das Stirnbein übrig blieb. Das Stirnbein wurde damals als neandertalerhaft bezeichnet. Dominique Gambier (* 1947) ließ in seiner Zeit als Rektor der Universität Rouen einen Abguss des Schädels aus dem Musée d’archéologie nationale in Saint-Germain-en-Laye erneut untersuchen. Dabei ergab sich, dass der Knochen trotz seiner robusten Natur nicht dem eines Neandertalers entspricht, sondern dem eines Cro-Magnon-Menschen, obwohl das Stirnbein in einer Erdschicht aus dem Mittelpaläolithikum gefunden wurde. Die Schichten waren an der Fundstelle nicht dick genug, um eine genaue Datierung zu ermöglichen.
1976 und 1980 wurden auf Luftbildern von verschiedenen Bereichen des Gemeindegebiets Siedlungsspuren aus der Bronzezeit (2200 bis 800 v. Chr.) gefunden.
1967 wurde ein Wagengrab aus dem Spätlatène (150 v. Chr. bis etwa 30 v. Chr.) entdeckt. Das Grab enthielt 90 Objekte oder Fragmente von Objekten. Abgesehen von Teilen des Wagens wurden geschmiedete Nägel, ein Schwert, ein Schildbuckel, ein Kessel, Spatel, Rasiermesser, eine Sichel und Keramik gefunden. Bei Luftbildaufnahmen im Juni 1982 wurden Gräben aus dem Spätlatène gefunden, die 1983 und 1984 durch eine Ausgrabung untersucht wurden.
Im Jahr 1137 gründete Foulques, der damalige Seigneur des Lehens Breuil-Benoît, ein Kloster mit Benediktinermönchen aus dem Kloster Savigny. 1147 schloss sich das Kloster Breuil-Benoît dem Zisterzienserkloster Clairvaux an.
Das Lehen Brazais gelangte 1469 in den Besitz der Familie Bois-Rouvray. 1579 fiel es durch Heirat an Joseph d’Esparbez de Lussan († 1599), der 1584 den Titel Mestre de camp führte und Heinrich IV. nahe genug stand, um das Kommando über das Schloss Nantes zu erhalten. Sein Sohn Charles († 1620) kaufte 1614 das Lehen Bas-Moteux hinzu. Dessen Sohn Gabriel gründete 1667 eine Rosenkranzbruderschaft in Marcilly-sur-Eure.
Das Kloster Breuil-Benoît wurde während der Französischen Revolution (1789–1799) zum Nationalgut erklärt. Altäre, Tabernakel, Eisengitter und Bleisärge wurden abgebaut beziehungsweise fortgeschafft, dann wurde das Kloster 1791 an einen Notar verkauft. Der verkaufte das Anwesen im August 1793 erneut. 1842 erwarb Gustave de Reiset das ehemalige Kloster und ließ die Ruinen stabilisieren. Er quartierte sich im zu Beginn des 17. Jahrhunderts errichteten Wohngebäude des Klosters ein.
| Jahr | Einwohner |
| ---- | --------- |
| 1793 | 800       |
| 1806 | 822       |
| 1841 | 767       |
| 1872 | 673       |
| 1901 | 564       |
| 1946 | 612       |
| 1982 | 692       |
| 1990 | 1244      |
| 2006 | 1425      |
| 2018 | 1605      |

1793 erhielt Marcilly-sur-Eure im Zuge der Französischen Revolution als Marcilly den Status einer Gemeinde und 1801 durch die Verwaltungsreform unter Napoleon Bonaparte das Recht auf kommunale Selbstverwaltung.

## Kultur und Sehenswürdigkeiten
Marcilly-sur-Eure gehört zur römisch-katholischen Gemeinschaft Mesnilliers, die Teil der Pfarrei Saint André - Mesnilliers des Bistums Évreux ist.
Das Herrenhaus la Mésangère wurde von Charles oder Gabriel d’Esparbez de Lussan in der ersten Hälfte des 17. Jahrhunderts im Stil des Louis-treize erbaut. Die Fassade besteht aus rotem Backstein und hellem Naturwerkstein.
Das ehemalige Kloster wirkt heute eher wie ein Schloss. Das Hauptgebäude wird von runden Türmen flankiert. Im Park am Ufer der der Eure stehen die Ruinen des Chors der Abteikirche. Die Abteikirche wurde gegen Ende des 12. oder zu Beginn des 13. Jahrhunderts erbaut. Die Kirche und der Park sind als Site classé (‚klassifizierter Ort‘) denkmalgeschützt, die Kirche wurde außerdem 1993 als Monument historique (‚historisches Denkmal‘) eingestuft.

## Wirtschaft und Infrastruktur
Im Jahr 2009 waren 13,7 Prozent der Erwerbstätigen in der Gemeinde beschäftigt, die anderen waren Pendler. 10,3 Prozent der Arbeitnehmer waren arbeitslos.
Der nächstgelegene Bahnhof befindet sich in Saint-Jean-Saint-Germain und ist 10 Kilometer entfernt. Der nächste Flughafen ist ein 56,3 Kilometer entfernt liegender Geschäftsflughafen in Toussus-le-Noble.
Auf dem Gemeindegebiet gelten geschützte geographische Angaben (IGP) für Schweinefleisch (Porc de Normandie), Geflügel (Volailles de Normandie) und Cidre (Cidre de Normandie und Cidre normand).

## Persönlichkeiten
- Gérard Garouste (* 1946 in Paris), Maler, wohnt und arbeitet seit 1979 in Marcilly-sur-Eure.[12][13]